# فيكتور ميتروبويوس
فيكتور ميتروبويوس (باليونانية: Βίκτωρ Μητρόπουλος)‏ هو لاعب كرة قدم يوناني في مركز الدفاع، ولد في 1946 في أثينا في اليونان. لعب مع باناثينايكوس ونادي إيغاليو لكرة القدم.

## وصلات خارجية
- فيكتور ميتروبويوس على موقع الاتحاد الأوربي (الإنجليزية)
- فيكتور ميتروبويوس على موقع قاعدة بيانات كرة القدم.إي يو (الإنجليزية)
- فيكتور ميتروبويوس على موقع عالم كرة القدم.نت (الإنجليزية)